# Menez Bré
Le Menez Bré est une montagne des Côtes-d'Armor, vestige de la chaîne des monts d'Arrée, culminant à 302 mètres et coiffé de la petite chapelle Saint-Hervé.

## Toponymie
Si l'on s'en tient aux sens modernes et usuels des deux mots en breton, le Menez Bré serait, littéralement, une « hauteur-mont » (rendu approximativement « mont des monts » par A. Le Braz). Ph. Jouët signale qu'il n'y pas ici redondance mais que le second terme peut représenter un sens ancien de bre- « élévation, puissance », voire bre- « magie », en rapport avec les quelques traditions qui subsistent (notamment la réunion des sept évêques, anachronique mais qui répond à un schéma légendaire).

## Géographie

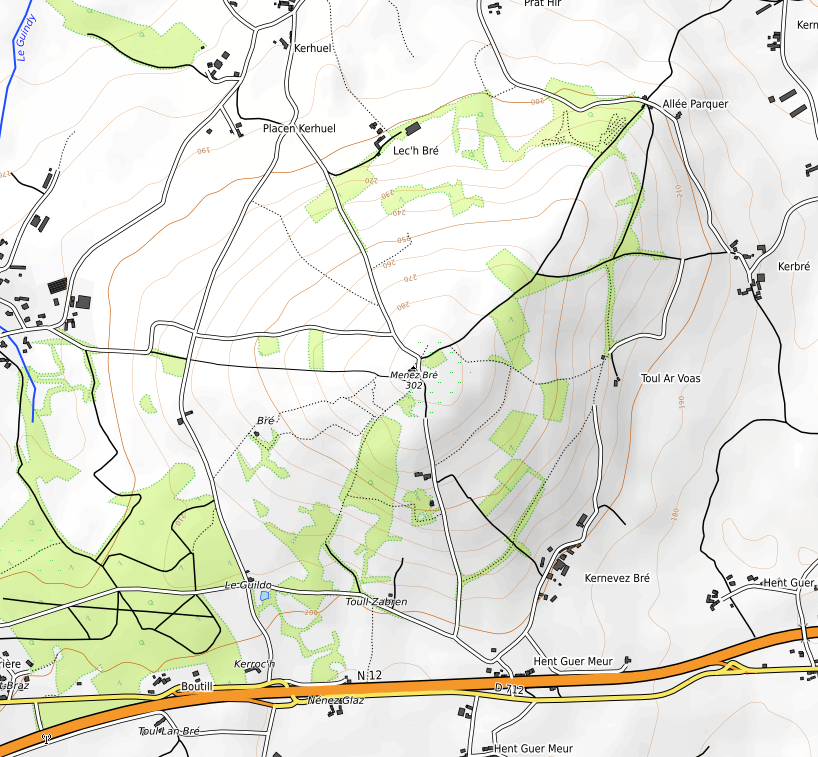
Carte topographique du Menez Bré

Le Menez Bré est entouré de trois communes : Louargat, Pédernec et Tréglamus. Sur son sommet s'élevant à 302 mètres d'altitude se trouve également une table d'orientation qui décrit l'immense panorama circulaire s'étendant des monts d'Arrée à la côte de granit rose.

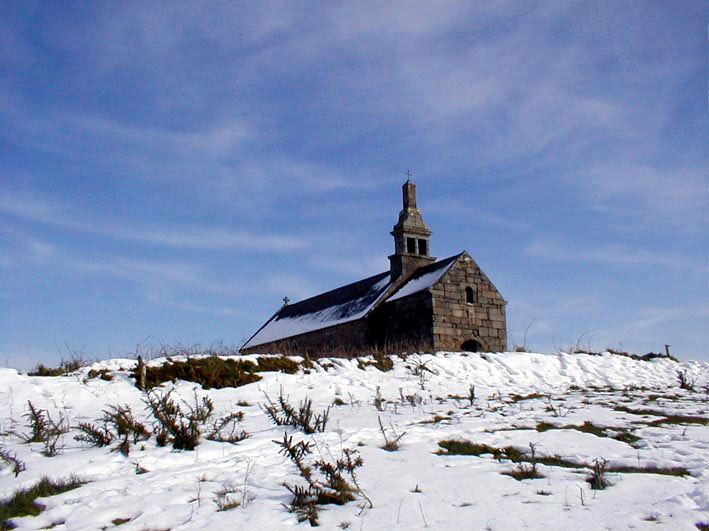
Le Menez Bré sous la neige.
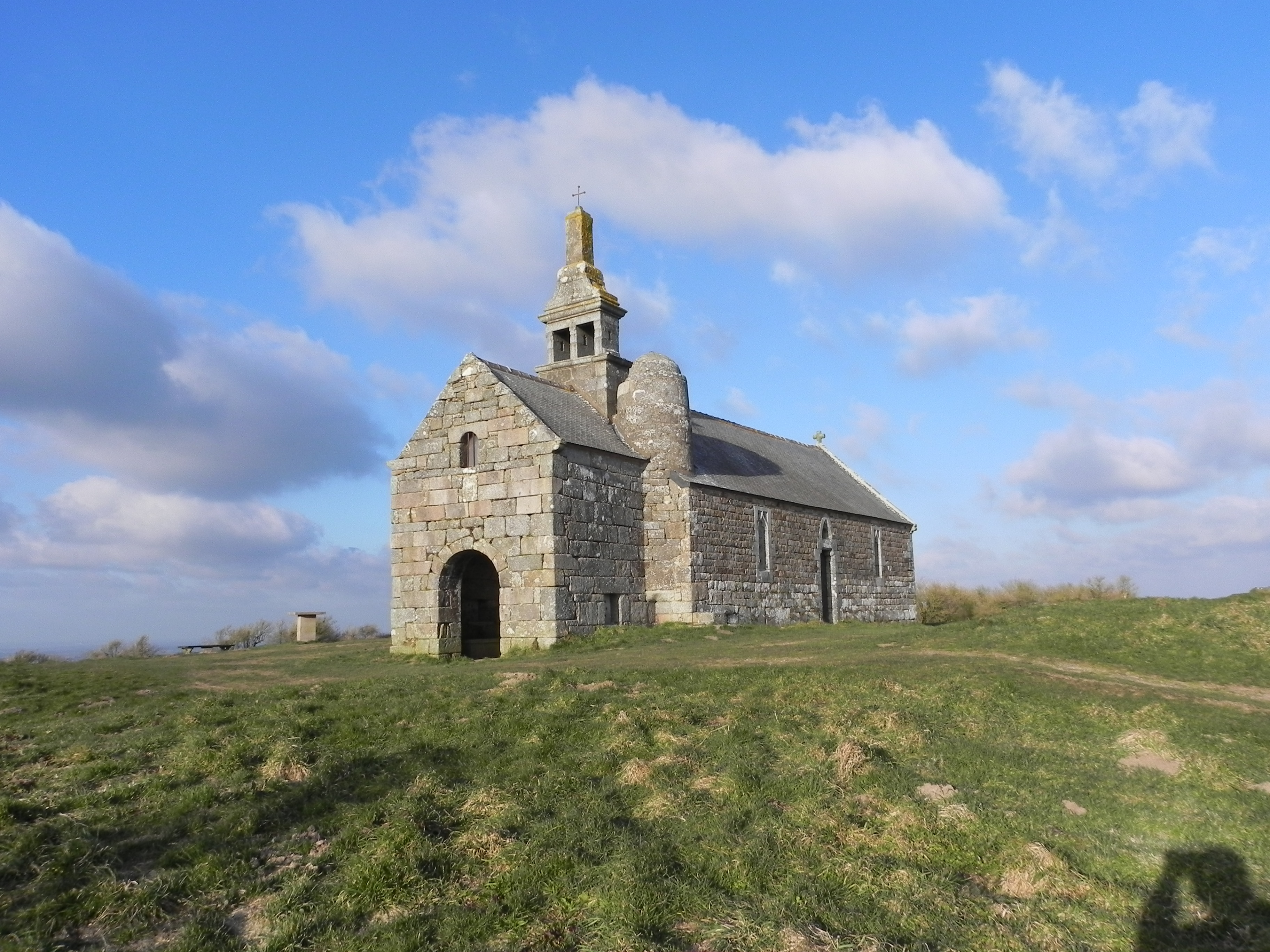
La chapelle Saint-Hervé au sommet du Menez Bré.

## Histoire
Selon la légende, un concile solennel, convoqué par les sept évêques de Bretagne, sur la suggestion de saint Hervé, se tint en plein air, aux portes même de la Domnonée, pour jeter un anathème contre Conomor, coupable de nombreux sévices et du meurtre de son épouse Triphine, que saint Hervé, à force de prières, parvint à ressusciter.
Anatole Le Braz raconte également qu'à deux reprises dans l'année, au printemps et à l'automne, ses pentes sont labourées par des files d'hommes et de bestiaux pour les foires de Bré, célèbres dans toute la Bretagne.
L'abbé Caris, qui fut curé de Plougras, mort en 1864, fut surnommé le « barde du Menez Bré ».

## La chapelle Saint-Hervé

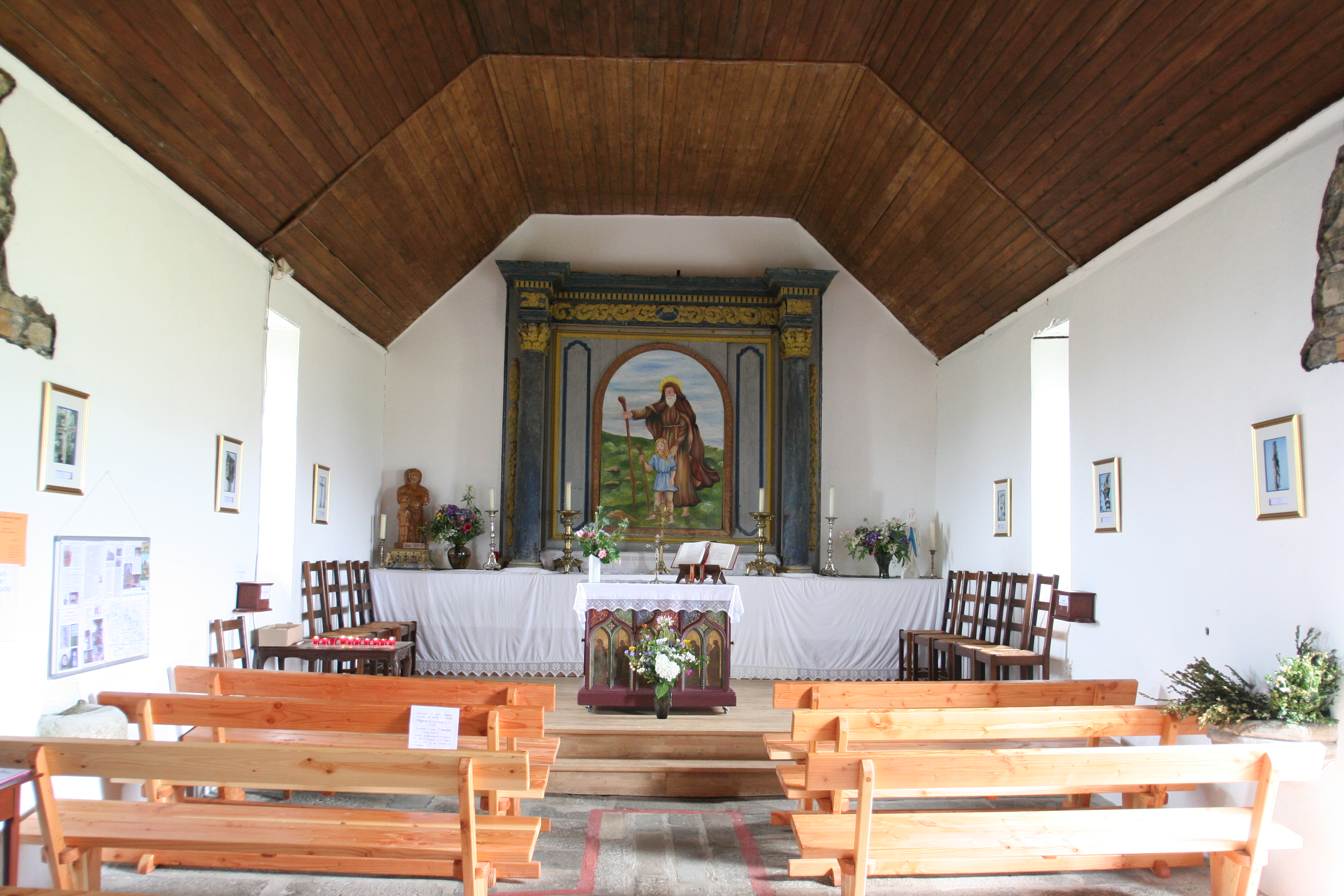
Vue intérieure de la chapelle.

La chapelle Saint-Hervé domine la région offrant un point de vue sur la quasi-totalité du Trégor. Les soubassements de la chapelle sont très anciens ; ils dateraient du VIe siècle. Ce sont les seigneurs du Cleuziou qui furent à l’origine de la construction de la chapelle, qui fut reconstruite aux XVIe siècle et XVIIe siècle. La chapelle honore saint Hervé, né aveugle et doté de dons surnaturels. Selon la tradition, ce serait Hervé qui aurait fait jaillir l’eau de la fontaine voisine.
Selon la tradition, l'abbé Placide Guillermic (1788-1873), recteur de Bégard, connu sous le surnom de Tadig Kozh (« le vieux petit père »), connu pour sa réputation d'exorciste, se rendait à la chapelle Saint-Hervé pour exercer son art, pratiquant un rituel compliqué composé notamment de 29 messes pour le repos des défunts, dont une à l'envers, à minuit, pieds nus, afin que les démons libèrent les âmes des morts pour qui le rituel était célébré.

## Activités
Il est aussi le lieu de différents festivals comme la fête du cheval, le festival Toulao ou le festival des Deux Cloches en 2015.